# A Vasas SC 2011–2012-es szezonja
A Vasas SC 2011–2012-es szezonja szócikk a Vasas SC első számú férfi labdarúgócsapatának egy idényéről szól, mely sorozatban a 8., és összességében pedig a 84. szezonja a csapatnak. A klub fennállásának ekkor volt a 100. évfordulója.

## Statisztikák
Utolsó elszámolt mérkőzés dátuma: 2012. május 26.

### Mérkőzések
| Lejátszott mérkőzések száma        | 38 (30 OTP Bank Liga, 2 Magyar kupa, 6 Ligakupa)     |
| Győzelmek száma                    | 6 (5 OTP Bank Liga, 1 Magyar kupa, 0 Ligakupa)       |
| Döntetlenek száma                  | 12 (9 OTP Bank Liga, 0 Magyar kupa, 3 Ligakupa)      |
| Vereségek száma                    | 20 (16 OTP Bank Liga, 1 Magyar kupa, 3 Ligakupa)     |
| Szerzett gólok száma               | 45                                                   |
| Kapott gólok száma                 | 72                                                   |
| Gólkülönbség                       | –27                                                  |
| Sárga lapok                        | 82                                                   |
| Kiállítások                        | 5                                                    |
| Legtöbbet figyelmeztetett játékos  | Haris Mehmedagić (9 , 0 )                            |
| Legnagyobb arányú győzelem         | Vasas 3–0 Újpest (2011. 10. 01.)                     |
| Legnagyobb arányú vereség          | Budapest Honvéd 4–0 Vasas (2011. 07. 30.)            |
| Legnagyobb arányú vereség          | Pécsi MFC 5–1 Vasas (2011. 11. 26.)                  |
| Legmagasabb hazai nézőszám         | 4 728 néző, Vasas 3–0 Újpest (2011. 10. 01.)         |
| Legalacsonyabb hazai nézőszám      | 100 néző, Vasas 2–4 Mezőkövesd-Zsóry (2011. 11. 16.) |
| Legtöbbször pályára lépett játékos | Kovács Gábor (34 mérkőzés)                           |
| Házi gólkirály                     | Marko Šimić (7 )                                     |
| Pontok                             | 30/114 (26,32%)                                      |

### Kiírások
| Kiírás        | Statisztikák | Statisztikák | Statisztikák | Statisztikák | Statisztikák | Statisztikák | Kezdő forduló | Végső forduló/ helyezés | Mérkőzések dátumai | Mérkőzések dátumai |
| Kiírás        | M            | GY           | D            | V            | LG–KG        | GK           | Kezdő forduló | Végső forduló/ helyezés | Első               | Utolsó             |
| ------------- | ------------ | ------------ | ------------ | ------------ | ------------ | ------------ | ------------- | ----------------------- | ------------------ | ------------------ |
| OTP Bank Liga | 30           | 5            | 9            | 16           | 29–51        | –22          | —             |                         | 2011. 07. 15.      | 2012. 05. 26.      |
| Magyar kupa   | 2            | 1            | 0            | 1            | 4–3          | +1           | 3. forduló    | 4. forduló              | 2011. 09. 21.      | 2011. 10. 25.      |
| Ligakupa      | 6            | 3            | 0            | 3            | 12–18        | –6           | Csoportkör    | Csoportkör              | 2011. 08. 31.      | 2011. 11. 16.      |

## Mérkőzések
| Színmagyarázat | Színmagyarázat |
| -------------- | -------------- |
|                | Győzelem.      |
|                | Döntetlen.     |
|                | Vereség.       |

### OTP Bank Liga 2011–12

#### Őszi fordulók
| 1. forduló 2011. július 15. 18:00 |

| Debreceni VSC                                           | 5 – 2                         | Vasas                                   |
| ------------------------------------------------------- | ----------------------------- | --------------------------------------- |
| Kulcsár 4' Coulibaly 21' 47' 55' Szakály 33' (11-esből) | (3 – 0) Jegyzőkönyv Részletek | Šimić 49' Kulcsár 52' 64' Mileusnić 32′ |

| Oláh Gábor utcai stadion, Debrecen Nézőszám: 4 300 Játékvezető: Andó-Szabó Sándor (magyar) |

| 2. forduló 2011. július 23. 17:30 |

| Vasas                             | 1 – 2                         | Pécsi MFC                |
| --------------------------------- | ----------------------------- | ------------------------ |
| Gáspár 50' Kovács 13' Kulcsár 75' | (0 – 0) Jegyzőkönyv Részletek | Horváth 49' Nagy 70' 75' |

| Illovszky Rudolf Stadion, Budapest Nézőszám: 2 800 Játékvezető: Radványi Ádám (magyar) |

| 3. forduló 2011. július 30. 17:30 |

| Budapest Honvéd                                                             | 4 – 0                         | Vasas                                |
| --------------------------------------------------------------------------- | ----------------------------- | ------------------------------------ |
| Kulcsár 14' (öngól) Németh 45' 88' 70' Danilo 82' (11-esből) 75' Lovrić 75' | (2 – 0) Jegyzőkönyv Részletek | Kulcsár 28' Katona 72' Mileusnić 84′ |

| Bozsik József Stadion, Budapest Nézőszám: 1 500 Játékvezető: Oláh Gábor (magyar) |

| 4. forduló 2011. augusztus 6. 17:30 |

| Vasas                            | 0 – 0                         | Haladás                         |
| -------------------------------- | ----------------------------- | ------------------------------- |
| Sütő 51' Kulcsár 59' Šimić 90+1' | (0 – 0) Jegyzőkönyv Részletek | Tóth 24' Halmosi 51' Búrány 64' |

| Illovszky Rudolf Stadion, Budapest Nézőszám: 1 853 Játékvezető: Szabó Zsolt (magyar) |

| 5. forduló 2011. augusztus 13. 17:30 |

| Győri ETO                             | 3 – 2                         | Vasas                                        |
| ------------------------------------- | ----------------------------- | -------------------------------------------- |
| Koltai 25' Ji-Paraná 59' Ahjupera 66' | (1 – 2) Jegyzőkönyv Részletek | Kulcsár 22' Dajić 26' Arsić 58' Beliczky 89' |

| ETO Park, Győr Nézőszám: 3 000 Játékvezető: Fábián Mihály (magyar) |

| 6. forduló 2011. augusztus 19. 18:00 |

| Zalaegerszegi TE              | 1 – 1                         | Vasas                                              |
| ----------------------------- | ----------------------------- | -------------------------------------------------- |
| Méyé 8' (11-esből) Kovács 32' | (1 – 0) Jegyzőkönyv Részletek | Šimić 84' (11-esből) 84' Radványi 7' Mileusnić 16' |

| ZTE Aréna, Zalaegerszeg Nézőszám: 2 186 Játékvezető: Kassai Viktor (magyar) |

| 7. forduló 2011. augusztus 28. 18:00 |

| Vasas                                           | 2 – 0                         | Ferencváros          |
| ----------------------------------------------- | ----------------------------- | -------------------- |
| Kovács 5' 61' Bárányos 69' Bakos 50' Farkas 85' | (1 – 0) Jegyzőkönyv Részletek | Maróti 50' Félix 68' |

| Puskás Ferenc Stadion, Budapest Nézőszám: 3 500 Játékvezető: Szilasi Szabolcs (magyar) |

| 8. forduló 2011. szeptember 10. 19:00 |

| Kecskeméti TE                                             | 1 – 1                         | Vasas                       |
| --------------------------------------------------------- | ----------------------------- | --------------------------- |
| Lencse 43' Čukić 76' Gyurcsó 77' Radanović 89' Mohl 90+3' | (1 – 0) Jegyzőkönyv Részletek | Mehmedagić 83' 47' Sütő 77' |

| Széktói Stadion, Kecskemét Nézőszám: 3 400 Játékvezető: Kovács J. Zoltán (magyar) |

| 9. forduló 2011. szeptember 17. 15:00 |

| Vasas               | 0 – 0                         | Videoton                           |
| ------------------- | ----------------------------- | ---------------------------------- |
| Sütő 32' Gáspár 59' | (0 – 0) Jegyzőkönyv Részletek | Brandão 50' Brachi 66' Caneira 70' |

| Illovszky Rudolf Stadion, Budapest Nézőszám: 1 500 Játékvezető: Solymosi Péter (magyar) Asszisztensek: Tóth Vencel ifj. Lémon Oszkár |

| 10. forduló 2011. szeptember 24. 18:00 |

| Lombard Pápa           | 0 – 0                         | Vasas     |
| ---------------------- | ----------------------------- | --------- |
| Marić 38' Quintero 76' | (0 – 0) Jegyzőkönyv Részletek | Dajić 46' |

| Perutz Stadion, Pápa Nézőszám: 2 200 Játékvezető: Németh Ádám (magyar) |

| 11. forduló 2011. október 1. 17:30 |

| Vasas                                                    | 3 – 0                         | Újpest     |
| -------------------------------------------------------- | ----------------------------- | ---------- |
| Dajić 8' Bárányos 31' Beliczky 38' Kovács 26' Farkas 45' | (3 – 0) Jegyzőkönyv Részletek | Rajczi 61' |

| Illovszky Rudolf Stadion, Budapest Nézőszám: 4 728 Játékvezető: Takács János (magyar) |

| 12. forduló 2011. október 15. 18:00 |

| BFC Siófok | 0 – 0                         | Vasas               |
| ---------- | ----------------------------- | ------------------- |
|            | (0 – 0) Jegyzőkönyv Részletek | Šimić 82' Jokić 84' |

| Révész Géza utcai stadion, Siófok Nézőszám: 500 Játékvezető: Oláh Gábor (magyar) |

| 13. forduló 2011. október 22. 15:00 |

| Vasas                                 | 1 – 0                         | Paksi FC |
| ------------------------------------- | ----------------------------- | -------- |
| Šimić 86' Mehmedagić 70' Beliczky 88′ | (0 – 0) Jegyzőkönyv Részletek |          |

| Illovszky Rudolf Stadion, Budapest Nézőszám: 1 500 Játékvezető: Takács János (magyar) |

| 14. forduló 2011. október 29. 17:00 |

| Kaposvári Rákóczi   | 0 – 0                         | Vasas                                                   |
| ------------------- | ----------------------------- | ------------------------------------------------------- |
| Okuka 51' Jawad 90' | (0 – 0) Jegyzőkönyv Részletek | Sütő 51' Šimić 76' Farkas 80' Mehmedagić 86' Kovács 90' |

| Rákóczi Stadion, Kaposvár Nézőszám: 3 124 Játékvezető: Farkas Ádám (magyar) |

| 15. forduló 2011. november 5. 15:00 |

| Vasas                                                           | 2 – 3                         | Diósgyőr                                                                  |
| --------------------------------------------------------------- | ----------------------------- | ------------------------------------------------------------------------- |
| Kulcsár 61' 23' Katona 86' Farkas 28' Gáspár 44' Mehmedagić 70' | (0 – 2) Jegyzőkönyv Részletek | Budovinszky 17' Abdouraman 25' 28' Seydi 88' Tisza 33' Arze 48' Luque 88' |

| Illovszky Rudolf Stadion, Budapest Nézőszám: 1 500 Játékvezető: Kovács Zoltán (magyar) Asszisztensek: Viszokai László Szalai Dániel |

| 16. forduló 2011. november 20. 16:00 |

| Vasas                   | 0 – 0                         | Debreceni VSC |
| ----------------------- | ----------------------------- | ------------- |
| Bárányos 60' Farkas 66' | (0 – 0) Jegyzőkönyv Részletek |               |

| Illovszky Rudolf Stadion, Budapest Nézőszám: 1 500 Játékvezető: Szilasi Szabolcs (magyar) |

| 17. forduló 2011. november 26. 16:00 |

| Pécsi MFC                  | 5 – 1                         | Vasas        |
| -------------------------- | ----------------------------- | ------------ |
| Bajzát 12' 21' 61' 81' 83' | (2 – 1) Jegyzőkönyv Részletek | Bárányos 27' |

| PMFC Stadion, Pécs Nézőszám: 2 500 Játékvezető: Andó-Szabó Sándor (magyar) |

#### Tavaszi fordulók
| 18. forduló 2012. március 2. 18:00 |

| Vasas                                                        | 1 – 2                         | Budapest Honvéd                                               |
| ------------------------------------------------------------ | ----------------------------- | ------------------------------------------------------------- |
| Szabó 85' Mehmedagić 27' Polényi 42' Bárányos 77' Kovács 87' | (0 – 2) Jegyzőkönyv Részletek | Ivancsics 28' (11-esből) 37' (11-esből) Vernes 62' Lovrić 65' |

| Illovszky Rudolf Stadion, Budapest Nézőszám: 1 900 Játékvezető: Takács János (magyar) |

| 19. forduló 2012. március 10. 16:00 |

| Haladás                                                            | 3 – 0                         | Vasas                                                           |
| ------------------------------------------------------------------ | ----------------------------- | --------------------------------------------------------------- |
| Nagy 19' Vujović 26' (11-esből) Oross 77' 80' Radó 61' Halmosi 77' | (2 – 0) Jegyzőkönyv Részletek | Kovács G. 14' Rubus 59′ Kovács Á. 64' Hercegfalvi 65' Varga 87' |

| Rohonci úti stadion, Szombathely Nézőszám: 5 000 Játékvezető: Berke Balázs (magyar) |

| 20. forduló 2012. március 17. 15:00 |

| Vasas                                                               | 1 – 2               | Győri ETO                                                      |
| ------------------------------------------------------------------- | ------------------- | -------------------------------------------------------------- |
| Takács 58' (11-esből) 48' Katona 5' Varga 28' Bárányos 45' Kiss 86' | (0 – 1) Jegyzőkönyv | Ahjupera 19' Dudás 66' 67' Völgyi 12' Trajković 70' Tokody 87' |

| Illovszky Rudolf Stadion, Budapest Nézőszám: 1 500 Játékvezető: Farkas Ádám (magyar) |

| 21. forduló 2012. március 24. 17:00 |

| Vasas                                           | 3 – 2               | Zalaegerszegi TE                                           |
| ----------------------------------------------- | ------------------- | ---------------------------------------------------------- |
| Tóth 7' Dajić 77' 79' Kovács 90+2' Bárányos 39' | (1 – 0) Jegyzőkönyv | Jasarević 72' Brkić 75' 75' Szalai 43' Balázs 60' Máté 84' |

| Illovszky Rudolf Stadion, Budapest Nézőszám: 1 700 Játékvezető: Radványi Ádám (magyar) |

| 22. forduló 2012. március 31. 15:00 |

| Ferencváros                                             | 1 – 0               | Vasas    |
| ------------------------------------------------------- | ------------------- | -------- |
| Pölöskey 45' (11-esből) Kulcsár 41' Klein 53' Busai 86' | (1 – 0) Jegyzőkönyv | Tóth 63' |

| Albert Flórián Stadion, Budapest Nézőszám: 4 662 Játékvezető: Andó-Szabó Sándor (magyar) |

| 23. forduló 2012. április 7. 17:30 |

| Vasas                                    | 2 – 4               | Kecskeméti TE                                                                  |
| ---------------------------------------- | ------------------- | ------------------------------------------------------------------------------ |
| Kovács 47' 90+1' Dajić 87' 36' Ferkó 74' | (0 – 3) Jegyzőkönyv | Alempijević 5' Lencse 7' Pekár 43' Tököli 73' Savić 40' Varga 85' Tölgyesi 88' |

| Illovszky Rudolf Stadion, Budapest Nézőszám: 1 500 Játékvezető: Iványi Zoltán (magyar) |

| 24. forduló 2012. április 15. 16:00 |

| Videoton                                    | 4 – 1               | Vasas                             |
| ------------------------------------------- | ------------------- | --------------------------------- |
| Vinícius 8' Sándor Gy. 47' Nikolics 54' 71' | (1 – 1) Jegyzőkönyv | Ferkó 5' Rubus 20' Mehmedagić 60' |

| Sóstói Stadion, Székesfehérvár Nézőszám: 2 723 Játékvezető: Berger József (magyar) Asszisztensek: Medovarszki János Vámos Tibor |

| 25. forduló 2012. április 21. 18:00 |

| Vasas                      | 1 – 1                         | Lombard Pápa                                                 |
| -------------------------- | ----------------------------- | ------------------------------------------------------------ |
| Görgényi 18' 33' Ilizi 28' | (1 – 1) Jegyzőkönyv Részletek | Farkas 29' (11-esből) Rodenbücher 23' Nagy 25' Gyömbér 90+2' |

| Illovszky Rudolf Stadion, Budapest Nézőszám: 1 900 Játékvezető: Kassai Viktor (magyar) |

| 26. forduló 2012. április 28. 15:00 |

| Újpest                                   | 2 – 0               | Vasas                       |
| ---------------------------------------- | ------------------- | --------------------------- |
| Vasiljević 48' (11-esből) Lipták 65' 55' | (0 – 0) Jegyzőkönyv | Mehmedagić 47' Görgényi 78' |

| Szusza Ferenc Stadion, Budapest Nézőszám: 3 584 Játékvezető: Solymosi Péter (magyar) |

| 27. forduló 2012. május 5. 17:00 |

| Vasas                                                | 1 – 0               | BFC Siófok                                  |
| ---------------------------------------------------- | ------------------- | ------------------------------------------- |
| Nyári 71' (öngól) Mehmedagić 57' Csoór 79' Dajić 87' | (0 – 0) Jegyzőkönyv | Egerszegi 35' Simon 37' Huszák 40' Kiss 61′ |

| Illovszky Rudolf Stadion, Budapest Nézőszám: 1 200 Játékvezető: Takács János (magyar) |

| 28. forduló 2012. május 11. 18:00 |

| Paksi FC                                      | 2 – 1               | Vasas                     |
| --------------------------------------------- | ------------------- | ------------------------- |
| Böde 29' Bartha 31' 54' Szabó 67' Gévay 90+1' | (2 – 1) Jegyzőkönyv | Bárányos 26' Görgényi 77' |

| Fehérvári út, Paks Nézőszám: 1 381 Játékvezető: Böcskei Balázs (magyar) |

| 29. forduló 2012. május 20. 15:00 |

| Vasas                                            | 0 – 1               | Kaposvári Rákóczi                                     |
| ------------------------------------------------ | ------------------- | ----------------------------------------------------- |
| Matolcsi 8' Katona 54' Bárányos 75' Görgényi 78' | (0 – 0) Jegyzőkönyv | Ndiaye 79' (11-esből) Balázs 32' Jammeh 62' Okuka 73' |

| Illovszky Rudolf Stadion, Budapest Nézőszám: 800 Játékvezető: Berger József (magyar) |

| 30. forduló 2012. május 26. 15:00 |

| Diósgyőr                                    | 3 – 2               | Vasas                                                  |
| ------------------------------------------- | ------------------- | ------------------------------------------------------ |
| Bacsa 3' 17' Tisza 27' Takács 37' Dobos 72' | (3 – 2) Jegyzőkönyv | Dajić 20' Tóth 36' Ferkó 21' Mehmedagić 45' Reidan 80' |

| DVTK-stadion, Miskolc Nézőszám: 6 700 Játékvezető: Andó-Szabó Sándor (magyar) |

#### Végeredmény
| #   | Csapat            | M  | GY | D  | V  | G+ – G– | GK  | P                                                      | Megjegyzések                                   |
| --- | ----------------- | -- | -- | -- | -- | ------- | --- | ------------------------------------------------------ | ---------------------------------------------- |
| 1.  | Debreceni VSC     | 30 | 22 | 8  | 0  | 64–18   | +46 | 74                                                     | 2012–2013-as Bajnokok Ligája – 2. selejtezőkör |
| 2.  | Videoton          | 30 | 21 | 3  | 6  | 58–19   | +39 | 66                                                     | 2012–2013-as Európa-liga – 2. selejtezőkör     |
| 3.  | Győri ETO         | 30 | 20 | 3  | 7  | 56–31   | +25 | 63 \|style="background-color: #FAFAFA;"\|              |                                                |
| 4.  | Budapest Honvéd   | 30 | 13 | 7  | 10 | 48–40   | +8  | 46                                                     | 2012–2013-as Európa-liga – 1. selejtezőkör     |
| 5.  | Kecskeméti TE     | 30 | 13 | 6  | 11 | 48–38   | +10 | 45 \|rowspan="10" style="background-color: #FAFAFA;"\| |                                                |
| 6.  | Paksi FC          | 30 | 12 | 9  | 9  | 47–51   | −4  | 45                                                     |                                                |
| 7.  | Diósgyőr          | 30 | 13 | 4  | 13 | 42–43   | −1  | 43                                                     |                                                |
| 8.  | Haladás           | 30 | 9  | 11 | 10 | 39–37   | +2  | 38                                                     |                                                |
| 9.  | BFC Siófok        | 30 | 9  | 9  | 12 | 30–41   | −11 | 36                                                     |                                                |
| 10. | Kaposvári Rákóczi | 30 | 7  | 14 | 9  | 35–42   | −7  | 35                                                     |                                                |
| 11. | Ferencváros       | 30 | 9  | 7  | 14 | 31–36   | −5  | 34                                                     |                                                |
| 12. | Pécsi MFC         | 30 | 8  | 10 | 12 | 36–50   | −14 | 34                                                     |                                                |
| 13. | Újpest            | 30 | 8  | 8  | 14 | 34–46   | −12 | 32                                                     |                                                |
| 14. | Lombard Pápa      | 30 | 8  | 6  | 16 | 26–40   | −14 | 30                                                     |                                                |
| 15. | Vasas             | 30 | 5  | 9  | 16 | 29–51   | −22 | 22                                                     | NB II                                          |
| 16. | Zalaegerszegi TE  | 30 | 1  | 10 | 19 | 25–65   | −40 | 13                                                     | NB II                                          |

Forrás: MLSZ adatbank 
A rangsorolás alapszabályai: 1. összpontszám, 2. győzelmek száma, 3. gólkülönbség, 4. szerzett gólok száma, 5. egymás elleni eredmények összpontszáma,  6. egymás elleni eredmények gólkülönbsége, 7. egymás elleni eredmények szerzett góljainak száma, 8. egymás elleni eredmények idegenben szerzett góljainak száma.
A Vasastól két pontot levontak.
(B): Bajnokcsapat, (K): Kieső csapat, (F): Feljutó csapat, (I): Kupainduló, (R): A rájátszás győztese, (KGY): Kupagyőztes

Jegyzet
- A Győri ETO-t az UEFA eltiltotta a nemzetközi kupaszerepléstől, ezért a negyedik helyezett csapat indulhatott a 2012–13-as Európa-ligában.[2]

#### Eredmények összesítése
Az alábbi táblázatban összesítve szerepelnek a Vasas SC 2011/12-es bajnokságban elért eredményei.
| Ősz/tavasz (forduló)    | Otthon | Otthon | Otthon | Otthon | Otthon | Otthon | Otthon | Idegenben | Idegenben | Idegenben | Idegenben | Idegenben | Idegenben | Idegenben |
| Ősz/tavasz (forduló)    | M      | GY     | D      | V      | LG–KG  | GK     | P      | M         | GY        | D         | V         | LG–KG     | GK        | P         |
| ----------------------- | ------ | ------ | ------ | ------ | ------ | ------ | ------ | --------- | --------- | --------- | --------- | --------- | --------- | --------- |
| Őszi szezon (1–17.)     | 8      | 3      | 3      | 2      | 9–5    | +4     | 12     | 9         | 0         | 5         | 4         | 7–19      | –12       | 5         |
| Tavaszi szezon (18–30.) | 7      | 2      | 1      | 4      | 9–12   | –3     | 7      | 6         | 0         | 0         | 6         | 4–15      | –11       | 0         |
| Összesen (1–30.)        | 15     | 5      | 4      | 6      | 18–17  | +1     | 19     | 15        | 0         | 5         | 10        | 11–34     | –23       | 5         |

Megjegyzés: A Vasastól két pontot levontak.

#### Helyezések fordulónként
| Forduló  | 1  | 2  | 3  | 4  | 5  | 6  | 7  | 8  | 9  | 10 | 11 | 12 | 13 | 14 | 15 | 16 | 17 | 18 | 19 | 20 | 21 | 22 | 23 | 24 | 25 | 26 | 27 | 28 | 29 | 30 |
| -------- | -- | -- | -- | -- | -- | -- | -- | -- | -- | -- | -- | -- | -- | -- | -- | -- | -- | -- | -- | -- | -- | -- | -- | -- | -- | -- | -- | -- | -- | -- |
| Helyszín | I  | O  | I  | O  | I  | I  | O  | I  | O  | I  | O  | I  | O  | I  | O  | O  | I  | O  | I  | O  | O  | I  | O  | I  | O  | I  | O  | I  | O  | I  |
| Eredmény | V  | V  | V  | D  | V  | D  | GY | D  | D  | D  | GY | D  | GY | D  | V  | D  | V  | V  | V  | V  | GY | V  | V  | V  | D  | V  | GY | V  | V  | V  |
| Helyezés | 15 | 15 | 16 | 14 | 15 | 15 | 13 | 13 | 13 | 14 | 12 | 12 | 11 | 9  | 9  | 10 | 13 | 15 | 15 | 15 | 15 | 15 | 15 | 15 | 15 | 15 | 15 | 15 | 15 | 15 |

Helyszín: O = Otthon; I = Idegenben. Eredmény: GY = Győzelem; D = Döntetlen; V = Vereség.

### Magyar kupa
| 3. forduló 2011. szeptember 21. 15:30 |

| Budaörsi SC | 0 – 2               | Vasas                   |
| ----------- | ------------------- | ----------------------- |
| Tulipán 16' | (0 – 1) Jegyzőkönyv | Šimić 17' 55' Arsić 14' |

| Budaörs Nézőszám: 300 Játékvezető: Farkas Ádám (magyar) |

| 4. forduló 2011. október 25. 17:00 |

| Békéscsaba 1912 Előre            | 3 – 2               | Vasas                                                      |
| -------------------------------- | ------------------- | ---------------------------------------------------------- |
| Pozsár 8' Leucuţă 23' Juhász 58' | (2 – 1) Jegyzőkönyv | Dajić 33' Mehmedagić 55' Šimić 57' Kovács 76' Bárányos 90' |

| Kórház utcai stadion, Békéscsaba Nézőszám: 600 Játékvezető: Solymosi Péter (magyar) |

### Ligakupa

#### Csoportkör (E csoport)
| 1. forduló 2011. augusztus 31. 17:30 |

| Mezőkövesd-Zsóry                              | 2 – 2               | Vasas                 |
| --------------------------------------------- | ------------------- | --------------------- |
| Lakatos 80' Vámosi 83' Husanik 28' Zováth 65' | (0 – 1) Jegyzőkönyv | Beliczky 45' Boda 78' |

| Városi stadion (Mezőkövesd), Mezőkövesd Nézőszám: 500 Játékvezető: Takács János (magyar) |

| 2. forduló 2011. szeptember 7. 16:00 |

| Vasas                                            | 3 – 3               | Debreceni VSC                                      |
| ------------------------------------------------ | ------------------- | -------------------------------------------------- |
| Ferkó 27' Beliczky 34' Mehmedagić 67' Kovács 89' | (2 – 1) Jegyzőkönyv | Alisić 42' Szilágyi 73' Ludánszki 80' Bertucci 56' |

| Illovszky Rudolf Stadion, Budapest Nézőszám: 200 Játékvezető: Kovács Gábor (magyar) |

| 3. forduló 2011. október 6. 18:00 |

| Diósgyőr                                                   | 3 – 0               | Vasas                |
| ---------------------------------------------------------- | ------------------- | -------------------- |
| Tisza 59' Budovinszky 71' Menougong 89' Takács 16' Gal 37' | (0 – 0) Jegyzőkönyv | Katona 19' Jokić 39' |

| DVTK-stadion, Miskolc Nézőszám: 2 500 Játékvezető: Becséri Dániel (magyar) |

| 4. forduló 2011. október 12. 14:00 |

| Vasas                  | 1 – 1               | Diósgyőr                                 |
| ---------------------- | ------------------- | ---------------------------------------- |
| Beliczky 12' Soare 55' | (1 – 1) Jegyzőkönyv | Seydi 40' 71' Arze 32' Gohér 39' Gal 86' |

| Illovszky Rudolf Stadion, Budapest Nézőszám: 200 Játékvezető: Pánczél Krisztián (magyar) |

| 5. forduló 2011. november 8. 18:00 |

| Debreceni VSC                                              | 5 – 4               | Vasas                                                         |
| ---------------------------------------------------------- | ------------------- | ------------------------------------------------------------- |
| Alisić 28' Zahovaiko 33' 44' Ferenczi 50' Mijadinoszki 71' | (3 – 0) Jegyzőkönyv | Hudson-Odoi 51' 90+2' Mészáros 63' Máté 67' (öngól) Soare 80' |

| Oláh Gábor utcai stadion, Debrecen Nézőszám: 1 300 Játékvezető: Fenyvesi Szabolcs (magyar) |

| 6. forduló 2011. november 16. 13:00 |

| Vasas                                  | 2 – 4               | Mezőkövesd-Zsóry                                         |
| -------------------------------------- | ------------------- | -------------------------------------------------------- |
| Šimić 2' 26' 20' Pranjić 36' Dajić 68' | (2 – 1) Jegyzőkönyv | Török 8' Lakatos 57' Olasz 62' Enescu 90+2' Palásthy 83' |

| Illovszky Rudolf Stadion, Budapest Nézőszám: 100 Játékvezető: Urbán Eszter (magyar) |

#### Végeredmény
| Csapat           | M | Gy | D | V | G+ | G– | Gk  | P  |
| ---------------- | - | -- | - | - | -- | -- | --- | -- |
| Debreceni VSC    | 6 | 5  | 1 | 0 | 18 | 8  | +10 | 16 |
| Diósgyőr         | 6 | 3  | 1 | 2 | 12 | 5  | +7  | 10 |
| Mezőkövesd-Zsóry | 6 | 1  | 1 | 4 | 7  | 18 | –11 | 4  |
| Vasas            | 6 | 0  | 3 | 3 | 12 | 18 | –6  | 3  |

## Külső hivatkozások
- A csapat hivatalos honlapja
- A Magyar Labdarúgó Szövetség honlapja, adatbankja